# Зайдеко
За́йдеко (англ. zydeco) — музыкальный стиль, зародившийся в начале XX века в юго-западных областях Луизианы среди креольского и каджунского населения. Характерные особенности — обильное синкопирование и быстрый темп.

## История
Музыкальный стиль зайдеко возник из смешения французской народной музыки, ритмов Африки и Карибского региона, креольских мелодий; центральным музыкальным инструментом здесь является каджунский аккордеон (Cajun accordion). Термин «зайдеко» происходит от исковерканного франко-креольского выражения «Les haricots sont pas salés» («Бобы не соленые»), относящегося к быту афроамериканцев, предпочитавших употреблять бобы с солониной (в тяжелые времена солонина дорожала, бобы подавались к столу «пустыми»). Эта фраза часто появляется в креольских песнях, она же послужила названием популярной композиции зайдеко.
О существовании стиля зайдеко стало известно только после Второй мировой войны, когда Кларенс Гарлоу выпустил песню «Bon Ton Roula» (1949), ещё близкую к традиционному блюзу. Вторым, более близким к современному звучанию зайдеко, был хит Бузу Чевиса (англ. Boozoo Chavis) «Paper in My Shoe» (1954). «Королём Зайдеко» считается Клифтон Шенье, начавший музыкальную карьеру в 1956 году; один из наиболее известных его альбомов Boogalusa Boogie вышел в 1983 году, за альбом I’m Here он получил Грэмми.

## Инструменты
В зайдеко используются различные инструменты, такие как каджунский аккордеон, каджунская скрипка, гитара, бас-гитара, ударные, а также vest frottoir (жилет-тёрка) — рифлёный металлический жилет, видоизмененная стиральная доска. Инструмент был придуман Клифтоном Шенье.